# Grève féministe de 2018 en Espagne
Pour les articles homonymes, voir Grève des femmes.
La Grève féministe de 2018 en Espagne (en espagnol : Huelga feminista de 2018 en España) est un mouvement social des femmes espagnoles mené lors du 8 mars 2018, afin de dénoncer toute forme de discrimination et de violence faite à l'encontre des femmes et d'obtenir l'égalité entre les femmes et les hommes dans le monde du travail et faire reconnaître leur rôle dans l'économie du pays et la gestion des familles.

## Déroulement

### Le 8 mars
La manifestation a démarré la veille à minuit par des concerts de casseroles dans le centre de Madrid avec une principale manifestation tenue dans la capitale, le lendemain dans la soirée. De ce fait, 300 métros et trains ont été annulés, défilés devant les grandes enseignes commerciales, les grands médias nationaux désertés de leurs présentatrices féminines, les femmes ont refusé d'accomplir les tâches domestiques, de s'occuper des enfants ou des personnes âgées, ou de se rendre au travail. 
Dirigée par des syndicats et des organisations féministes, à l'occasion de la journée internationale des droits des femmes, cette grève a pour but de défendre l'égalité salariale et de dénoncer les violences faites aux femmes (précarité féminine, harcèlement professionnel, violences sexistes et sexuelles, violences au sein du couple...).
Près de 130 rassemblements se sont tenus dans tout le pays pendant l'arrêt de travail à la mi-journée, en particulier à Madrid, Barcelone, Séville, Pampelune, Valence ou Bilbao. Selon l'estimation des deux principaux syndicats CCOO et UGT, qui ont soutenu cette mobilisation et appuyé ses revendications, 5,3 millions des personnes se sont mobilisées, Dix autres syndicats avaient appelé à une grève toute la journée, inspiré d'un mouvement similaire en Islande en 1975.